# Otto Edel
Otto Edel (* 26. Juni 1943 in Pegau) ist ein deutscher Maler und ehemaliger Politiker (SPD). Er war von 1985 bis 1995 Mitglied im Abgeordnetenhaus von Berlin.

## Biografie
Otto Edel kam im Jahr 1950 nach Berlin und absolvierte eine Ausbildung zum Schaufenstergestalter. Nach einigen Jahren im Beruf schloss er eine Weiterbildung zum Programmierer ab. An der Berliner Verwaltungsakademie erhielt er im Jahr 1976 einen Diplom-Abschluss. 
Edel zog im Jahr 1992 nach Altlandsberg im Kreis Märkisch-Oderland und ist dort seit 2001 freischaffend als Maler, insbesondere mit Architektur- und Landschaftsthemen, tätig.

## Politik
Edel gehört der SPD seit dem Jahr 1972 an. In den Jahren 1975 bis 1985 hatte er ein Mandat in der Schöneberger Bezirksverordnetenversammlung inne, dann gehörte er bis 1995 dem Abgeordnetenhaus von Berlin  an. Dort war er zeitweilig baupolitischer Sprecher seiner Fraktion. Von 1996 bis 2000 Bezirksstadtrat für Stadtentwicklung, Umwelt und Wirtschaft im Bezirksamt Berlin-Schöneberg.
Von 1976 bis 1980 war er in Schöneberg Abteilungsvorsitzender, danach bis 1990 Kreisvorsitzender seiner Partei.